# Gimnazjum w Lipawie
Mikołajewskie Gimnazjum w Lipawie (łot. Liepājas Nikolaja ģimnāzija, niem. Nikolaus-Gymnasium zu Libau) – szkoła średnia mieszcząca się w Lipawie przy ul. Wilhelmińskiej 4. 

## Historia
Początki szkolnictwa publicznego w Lipawie sięgają połowy XVI wieku, kiedy to istniała jednoklasowa szkoła parafialna (Parochialschule), prowadzona przez księży ewangelickich. Szkoła przygotowywała do sakramentu konfirmacji.
W 1803 r. Aleksander I wydał ukaz określający system nauczania w Imperium Rosyjskim. Na czele każdego okręgu naukowego stał uniwersytet, w stolicy guberni znajdowało się gimnazjum, a w miastach powiatowych jedna lub więcej szkół powiatowych, z kolei w każdej parafii szkoła elementarna. Na podstawie tej ustawy w 1806 r. Miejska Szkoła Łacińska w Lipawie stała się Szkołą Powiatową (Kreisschule).
W 1848 roku powstała w Lipawie Wyższa Szkoła Powiatowa (höhere Kreisschule), po ukończeniu której było się uprawnionym do podjęcia nauki w ostatniej, maturalnej klasie gimnazjalnej. W 1861 r. wyższa Szkoła Powiatowa przekształcona została w Progimnazjum, uczniowie uzyskali możliwość zdawania egzaminu maturalnego w Lipawie. W 1865 r. Progimnazjum zostało przekształcone w 6-klasowe Gimnazjum szkołę, która pod nazwą Gimnazjum Mikołajewskie zapisała piękną kartę także w historii Polski, kształcąc i kształtując pokolenie, które odbudowywało polską państwowość. Szkołę ukończyło również wielu wybitnych przyszłych uczonych i polityków litewskich i łotewskich.
W dniu 12 maja 1865 r. cesarz Aleksander II zatwierdził wniosek Rady Państwa o przekształcenie progimnazjum Lipawie w gimnazjum. 27 maja 1865 r. pozytywnie rozpatrzono wniosek o nadanie gimnazjum imienia zmarłego w kwietniu 1865 r. w wieku zaledwie 21 lat następcy tronu Mikołaja Aleksandrowicza, który dwukrotnie odwiedził Lipawę.
Budynek, w którym mieściła się szkoła, zbudował w 1884 architekt P. M. Berči. W gimnazjum pracował twórca współczesnego języka litewskiego Jonas Jablonskis, a uczniami szkoły był m.in. przyszli prezydenci Polski Gabriel Narutowicz oraz Łotwy (na emigracji) Pauls Kalniņš.

## Sławni absolwenci
- Witold Węsławski (1855-1930) – lekarz, działacz społeczny, oświatowy i narodowy, radny Wilna
- Tadeusz Rechniewski (1862-1916) – prawnik, działacz socjalistyczny i oświatowy, publicysta
- Stanislovas Narutavičius (1862-1932) – sygnatariusz Aktu Niepodległości Litwy z 1918, brat Gabriela
- Gabriel Narutowicz (1865-1922) – inżynier hydrotechnik, profesor Politechniki w Zurychu, minister robót publicznych, minister spraw zagranicznych, pierwszy prezydent Rzeczypospolitej Polskiej
- Konstanty Skirmunt (1866-1949) – polityk i dyplomata, minister spraw zagranicznych (1921-1922) – ambasador RP w Rzymie oraz Londynie
- Pauls Kalniņš (1872-1945) – łotewski lekarz i polityk, marszałek Sejmu Republiki Łotewskiej I, II, III i IV kadencji (1925–1934), współzałożyciel Centralnej Rady Łotewskiej w 1943, prezydent kraju na emigracji (1944–1945).
- Jonas Šimkus (1873-1944) – działacz społeczny i polityk, pierwszy rektor Uniwersytetu Witolda Wielkiego w Kownie
- Alaksandr Ułasau (1874-1941) – białoruski działacz narodowy, poseł na sejm II RP
- Issai Schur (1875-1941) – niemiecki matematyk
- Jan Piłsudski (1876-1950) – prawnik, społecznik, działacz państwowy II Rzeczypospolitej, brat Józefa Piłsudskiego.
- Stefan Przezdziecki (1879-1932) – dyplomata, twórca i dyrektor Protokołu Dyplomatycznego w latach 1919-1928, ambasador RP w Rzymie
- Michaił Krol (1879-1939) –  białoruski lekarz neurolog, twórca białoruskiej szkoły neurologicznej
- Kazimieras Venclauskis (1880-1940) – litewski prawnik i polityk socjaldemokratyczny, poseł na Sejm, burmistrz i radny Szawli na Żmudzi.
- Antanas Garmus (1881-1955) – litewski lekarz i działacz społeczno-polityczny, poseł na Sejm Ludowy w 1940 roku, samorządowiec, prezydent Kowna.
- Antanas Purėnas (1881-1962) – litewski chemik, działacz społeczny i kulturalny, rektor Uniwersytetu Witolda Wielkiego (1940-46).
- Jan Czekanowski (1882-1965) – polski antropolog i etnograf
- Juozas Tūbelis (1882-1939) – litewski polityk dwudziestolecia międzywojennego, wieloletni premier i lider partii tautininków.
- Władysław Micewicz (1883-1938) – inżynier górniczy, przed I wojną światową inżynier w Towarzystwie Noworosyjskim kopalni węgla w Donbasie, w latach 1933-1938 dyrektor kopalni „Andaluzja” na polskim Śląsku
- Jan Bucewicz-Wręba (1883-1967) – litewski adwokat, działacz mniejszości polskiej na Litwie, poseł na Sejm Republiki Litewskiej (1926–1927).
- Aleksandras Stulginskis (1885-1969) litewski polityk, założyciel litewskiej chadecji, wicepremier i dwukrotny prezydent Litwy.
- Kazimierz Okulicz (1890-1981) – dziennikarz, polityk, poseł na Sejm, minister sprawiedliwości w rządzie RP na uchodźstwie (1954-1955)
- Władysław Nawaduński (1893-1961) – lekarz, długoletni dyrektor szpitala powiatowego w Nowym Dworze Mazowieckim, który dziś nosi jego imię
- Franciszek Adamanis (1900-1962) – wybitny chemik, farmaceuta
- Stanisław Hejmowski (1900-1969) – prawnik, adwokat